# 初桜 (駆逐艦)
初桜（はつざくら、旧字体：初櫻）は、日本海軍の駆逐艦。仮称5522号艦、松型駆逐艦（橘型／改松型）の1艦として横須賀海軍工廠で建造された。
日本の降伏に際し、降伏文書調印のため相模湾に到着した連合軍の艦隊および戦艦「ミズーリ」を出迎えた。
艦名は「その年初めて開いた桜の花、また、咲いてまもない桜の花」のこと。

## 艦歴

### 竣工
竣工後、訓練部隊の第十一水雷戦隊（司令官高間完少将）に編入され、特令あるまで待機を行うよう命じられ、6月4日付で駆逐艦「潮」とともに横須賀鎮守府部隊に編入された。7月18日、第38任務部隊（空母機動部隊）は戦艦「長門」撃沈を狙って横須賀港や周辺地域に空襲を敢行した。「長門」は損傷したが、本艦は無事であった。8月8日、芹野富雄大尉が初桜水雷長に、左近允尚敏大尉が初桜航海長に補職された。その後、戦闘を経験する事なく終戦の日を迎えた。

### 終戦後

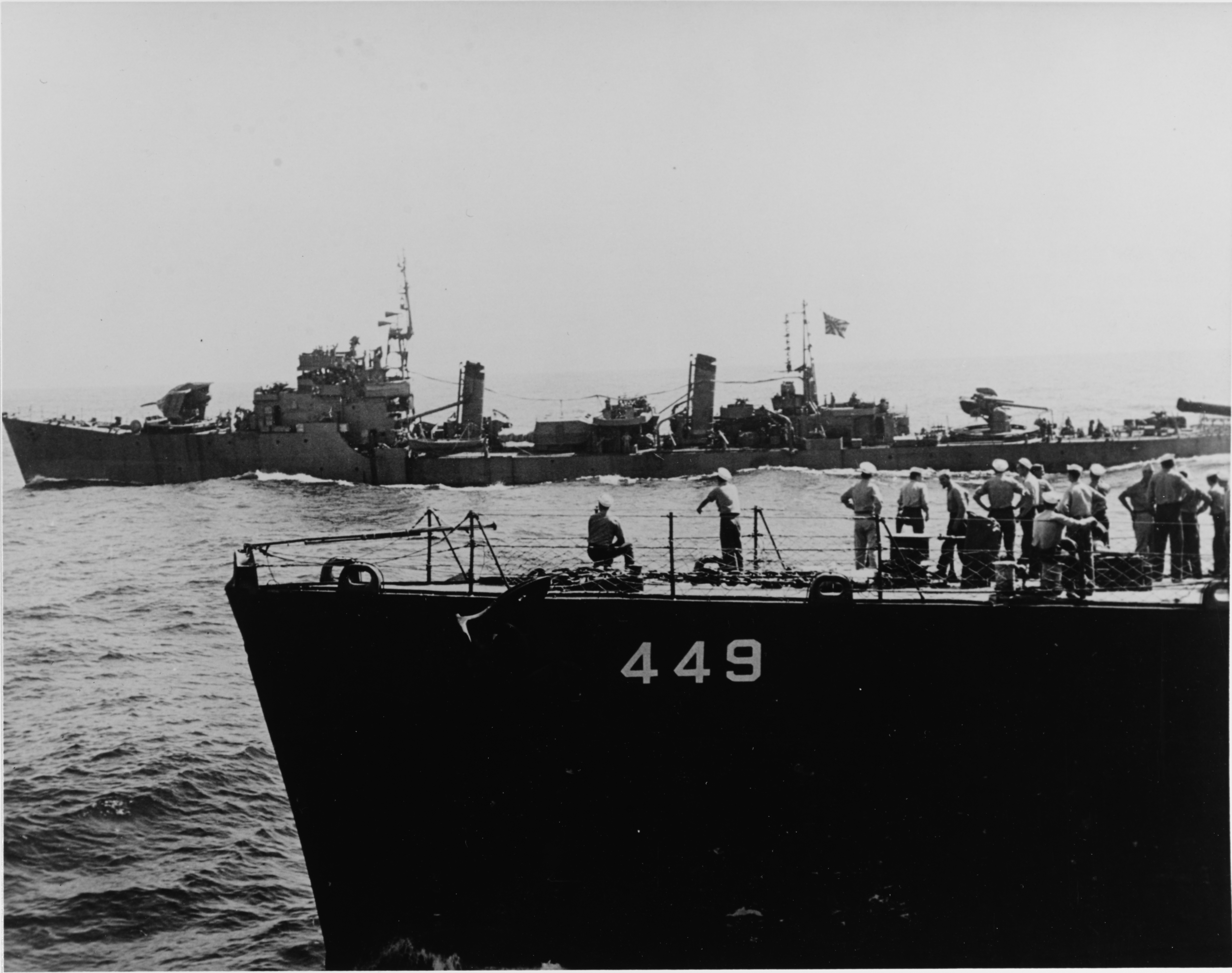
初桜の左舷側。軍艦旗は掲げられているが、艦首主砲を始め全ての武装が無人の最俯角状態となっている。手前の艦はアメリカ海軍駆逐艦「ニコラス」。（1945年8月27日）

8月27日、アメリカ海軍の第3艦隊（司令長艦ウィリアム・ハルゼー・ジュニア中将）が日本列島本州相模湾逗子市沖合に到着した。
日本は軍使と水先案内人を送るために「初桜」を派遣し、戦艦「ミズーリ (USS Missouri, BB-63) 」を中心とする連合国の艦隊と会合した。
「初桜」から通訳や水先案内人が駆逐艦「ニコラス (USS Nicholas, DD-449)」を経由して、「ミズーリ」に移乗した。「ミズーリ」で日本人将校と水先案内人を出迎えたのは、第3艦隊参謀長ロバート・カーニー少将であった。
なお日本側の水先案内人全員が「ミズーリ」に移乗したのではなく、「ニコラス」から駆逐艦「ストックハム」、駆逐艦「ウォルドロン」、イギリス駆逐艦「ウェルプ」、高速輸送艦「ゴッセリン」に分散移乗した。
その時の映像が残っており、航行する「初桜」や、水先案内人が「ミズーリ」以外にもイギリス戦艦「デューク・オブ・ヨーク (HMS Duke of York, 17) 」に移乗する様子がわかる。
8月29日、「ミズーリ」以下、連合国艦隊約200隻は「初桜」の先導の下、東京湾に入港した。機雷原があるため一列縦隊で進入した。9月1日、アイオワ級戦艦、コロラド級戦艦、戦艦「サウスダコタ」（チェスター・ニミッツ提督旗艦）、キング・ジョージ5世級戦艦が並ぶなかで、戦艦「アイオワ (USS Iowa, BB-61) 」から「初桜」が撮影されている。
翌2日、ミズーリ号の艦上で大日本帝国の降伏文書調印式が行われた。
「初桜」は9月15日に除籍。行動可能だったので、日本人の復員輸送に従事することになった。12月1日特別輸送艦に指定される。
その後、ソ連へ賠償艦として引き渡すことになり、1947年（昭和22年）7月5日には佐伯にて「風のある、軽薄な」という意味の「ヴェートレンヌイ（ロシア語:Ветреныйヴィェートリェンヌィイ）」に改称され、艦隊水雷艇（駆逐艦のこと）としてソ連海軍へ編入された。7月29日、ナホトカでソ連側に引渡され、1947年8月中旬にはウラジオストクへ回航された。10月22日には艦名は「表情豊かな、意味深長な」という意味の「ヴィラジーテリヌィイ（Выразительныйヴィラズィーチェリヌィイ）」に改称された。

### ソ連海軍
「ヴィラジーテリヌィイ」は1949年までウラジオストクに係留されたが、同年3月中旬には標的艦に類別を変更された。6月17日には、「TsL-26（ЦЛ-26ツェエール・ドヴァーッツァチ・シェースチ、「TsL」は「標的艦」（корабль цель）の略）」に改称された。1951年から1953年にかけてソヴィエツカヤ・ガヴァニにあった第199造船工場の施設にて中期修理を受けた。これにより、同型艦とあわせて標的艦仕様に改修された。1959年2月19日には退役し、解体された。
「ヴェートレンヌイ」という名称を持つ駆逐艦はその後は建造されなかったが、「ヴィラジーテリヌイ」の艦名は30-bis号計画型駆逐艦に受け継がれた。

## 歴代艦長
※『艦長たちの軍艦史』372頁による。

### 艤装員長
1. 青木厚一 大尉 1945年4月20日-

### 駆逐艦長
1. 青木厚一 大尉 1945年5月28日-

### 注
1. ↑  日本海軍の艦艇類別等級で「橘型駆逐艦」は存在せず、全て「松型駆逐艦」である[4]。
2. ↑  芹野は時雨航海長（沈没）、初霜水雷長（沈没）を経て、初桜水雷長に補職された[14]。左近允は重巡熊野航海士（沈没）、駆逐艦「梨」航海長（沈没）を経て、「初桜」航海長に補職された[15]。
3. ↑  連合国艦隊を出迎える役目は海防艦「四阪」だったが、連合国艦隊の到着が悪天候で遅れたため横須賀に帰投し、「初桜」が代艦となった[19]。